# Cilendek Barat
Cilendek Barat is een bestuurslaag in het regentschap Kota Bogor van de provincie West-Java, Indonesië. Cilendek Barat telt 16.622 inwoners (volkstelling 2010).